# 지방도 제1135호선
지방도 제1135호선(평화로)은 제주특별자치도 서귀포시 대정읍과 제주시 애월읍을 잇는 제주특별자치도의 지방도이다.
이 도로는 과거 국도 제95호선 또는 국가지원지방도 제95호선이었으나, 2006년 제주특별자치도 설치 및 국제자유도시 조성을 위한 특별법 제251조 제3항에 의해서 2008년 11월 17일 부로 지방도 1135호선으로 격하되었다.

## 역사
해안일주도로가 개설되기 전인 1416년(태종 16년)에 제주도의 행정구역이 제주, 대정, 정의현(縣)으로 개편되었었는데, 이 때 제주목(牧)에서 대정현까지 목사 또는 현감이 말을 타고 지나다니면서 생긴 길에서 유래하였다고 한다. 이 길은 당시에는 중간지점이었던 서원(西院, 지금의 경마장 서쪽 인근)에서 우편물 등을 주고 받는 행정도로의 역할을 하였으며, 제주시 관덕정에서 시작해 제주향교, 오라정, 월랑동, 정존동, 월산, 광령, 서원, 동광을 거쳐 인성리 대정골까지 길이 형성되어 있었다.
이 길을 일제강점기 때 일본인이 제주도를 병참기지화 시키면서 전쟁 물자 및 무기 수송과 일본군 이동용으로 활용하기 위해 개보수하여 군사용 도로로 사용하였다. 이 때문에 1938년 12월 1일 전라남도 고시 216호에 의해 이 길이 지방도로 지정되었다. 그러나 해방 후 1947년 제주 4·3 사건이 발생해 이 길이 위치한 중산간 지역이 작전구역화 되면서 1949년에 통행이 금지되었다.
한국 전쟁이 끝난 후인 1967년부터 중산간지역에 대한 개발이 이루어지기 시작했는데, 1971년에 한라승마장 인근 구간 약 2km에 대해서 노면 정비가 이루어졌으며, 1981년 2월에 7호 광장 ~ 무수천 구간(7.2km)이 도로 확장 공사에 들어가 11월 7일에 완공되었다. 1982년에는 무수천 ~ 원동간 11km 구간, 1984년에는 원동 ~ 동광육거리 9km 구간을 개설해 1985년에 완공하였다. 이 때 제2차 IBRD 차관 사업으로 받은 금액이 이 도로 공사에 투입되었으며, 당시 투입 금액은 약 54억원이었다. 그리고 1983년 4월 전두환 대통령이 제주도 지역을 순시하면서 제주국제공항과 중문관광단지를 잇는 고속화도로의 필요하다고 하여 동광육거리에서 중문관광단지까지 약 40km 구간에 대한 공사가 진행되었다. 이 도로는 1986년 2월에 완공되었다.
이 도로가 개설되면서 제주에서 대정까지 차량으로 이동할 때 약 1시간 걸리던 것이 약 40분대로 감소했으며, 제주국제공항에서 중문관광단지까지 도로가 개설되면서 제주국제공항에서 중문관광단지까지 약 30분만에 주파할 수 있게 되었다. 이 때문에 급경사와 급커브 구간이 많은 5·16도로(구 국도 제11호선), 1100도로(구 국도 제99호선)를 이용하던 차량이 이 지방도를 이용하는 빈도가 증가했고, 이 덕분에 2001년 8월 25일에 국도 제95호선으로 승격되었다. 그러나 개설 당시 왕복 2차선으로 개설되었던 이 도로는 통행량이 급격하게 증가해 상습 정체를 일으키게 되었다. 1996년 제주지방국토관리청에서 이를 해결하기 위해 1,528억원을 투입하여 왕복 4차선으로 도로를 확장하는 공사를 벌여 2002년 3월에 완공되었다.
이후 국도로 유지되고 있다가 2006년 제주특별자치도 설치 및 국제자유도시 조성을 위한 특별법 제251조 제3항에 의해 2008년 11월 17일 부로 지방도 제1135호선으로 격하되었다.

## 연혁
- 1938년 12월 1일 : 지방도 지정[4]
- 1990년 8월 22일 : 도로명을 서부산업도로로 지정[5]
- 1996년 7월 19일 : 제주도 남제주군 대정읍 ~ 북제주군 애월읍 구간을 국가지원지방도 제95호선으로 지정[6]
- 2001년 3월 14일 : 도로 명칭을 '서부산업도로'에서 서부관광도로로 변경[7]
- 2001년 8월 25일: 국도 제95호선으로 승격[8][9]
- 2006년 9월 22일 : 도로 명칭을 서부관광도로에서 평화로로 변경[10]
- 2007년 1월 26일 : 지방도 제1135호 서귀포 ~ 제주선 (평화로) 노선 지정[11]
- 2008년 11월 17일: 국도 제95호선이 2006년 제주특별자치도 설치 및 국제자유도시 조성을 위한 특별법 제251조 제3항에 의해서 지방도 제1135호선 (평화로)으로 격하[12]

## 주요 경유지
- 제주특별자치도
  - 서귀포시 대정읍 - 안덕면
  - 제주시 한림읍 - 애월읍

## 노선
이 도로는 고속화도로로 건설된 도로이기 때문에 교차로에 번호가 매겨져 있다. 그러나 자동차 전용도로로는 지정되어 있지 않다.
| 번호 | 이름                          | 접속 노선                               | 소재지   | 소재지 | 비고 |
| ---- | ----------------------------- | --------------------------------------- | -------- | ------ | ---- |
|      | 무수천사가로                  | 지방도 제1136호선 (노형로) (중산간서로) | 제주시   | 애월읍 | 시점 |
| 1    | 광령2 교차로                  | 광령8길 광령평화10길                    | 제주시   | 애월읍 |      |
| 2    | 광령3 교차로 (제주관광대학교) | 광령중길 광령평화6길                    | 제주시   | 애월읍 |      |
| 3    | 광령4 교차로 (제주공룡랜드)   | 지방도 제1121호선 (하광로) 광령평화2길  | 제주시   | 애월읍 |      |
| 4    | 고성 교차로                   | 고성남길                                | 제주시   | 애월읍 |      |
| 5    | 유수암 교차로                 | 유수암평화5길 유수암평화6길             | 제주시   | 애월읍 |      |
| 6    | 렛츠런파크 교차로             | 하소로                                  | 제주시   | 애월읍 |      |
| 7    | 소길 교차로                   | 장소로                                  | 제주시   | 애월읍 |      |
| 8    | 원동 교차로                   | 애원로 상가목장길                       | 제주시   | 애월읍 |      |
| 9    | 어음1 교차로                  | 지방도 제1117호선 (천덕로) (산록서로)   | 제주시   | 애월읍 |      |
| 10   | 어음2 교차로                  | 어림비로                                | 제주시   | 애월읍 |      |
|      | (애버리스CC)                  |                                         | 제주시   | 애월읍 |      |
| 11   | 새별오름                      |                                         | 제주시   | 애월읍 |      |
| 12   | 봉성 교차로                   | 광산로 화전길                           | 제주시   | 애월읍 |      |
| 12   | 봉성 교차로                   | 광산로 화전길                           | 제주시   | 한림읍 |      |
| 13   | 광평 교차로                   | 지방도 제1115호선 (산록남로)            | 서귀포시 | 안덕면 |      |
| 14   | 동광1 교차로                  | 동광로                                  | 서귀포시 | 안덕면 |      |
| 15   | 동광 나들목                   | 지방도 제1116호선 (한창로)              | 서귀포시 | 안덕면 |      |
|      | (제4동광교)                   | 동광로                                  | 서귀포시 | 안덕면 |      |
| 16   | 서광2 교차로                  | 서광동로                                | 서귀포시 | 안덕면 |      |
| 17   | 서광1 교차로                  | 지방도 제1136호선 (중산간서로)          | 서귀포시 | 안덕면 |      |
| 18   | 덕수2 교차로                  | 화순서서로 평화로319번길                | 서귀포시 | 안덕면 |      |
| 19   | 덕수1 교차로                  | 지방도 제1121호선 (덕수서로) (서광남로) | 서귀포시 | 안덕면 |      |
|      | 안성3 교차로                  | 추사로36번길                            | 서귀포시 | 대정읍 |      |
| 20   | 안성 교차로                   | 지방도 제1132호선 (일주서로)            | 서귀포시 | 대정읍 | 종점 |

## 도로명
전 구간 평화로로 명명되어 있다.
종전의 도로명은 "서부산업도로"였다가 "서부관광도로"로 바뀌었고 이후 현재의 명칭인 "평화로"로 바뀌었다.